# Ugamak
Ugamak (in lingua aleutina Ugangax), chiamata anche Kagalga, è la più orientale delle isole Krenitzin, un sottogruppo delle isole Fox nell'arcipelago delle Aleutine orientali e appartiene all'Alaska (USA). Ugamak è una parola aleutina trascritta, nel 1840, da padre Veniaminov (Sant'Innocenzo d'Alaska) e che significa "isola-cerimonia".
L'isola, lunga 9,5 km, si trova nel mare di Bering, a est di Akun e Akutan; la baia di Ugamak si trova sulla sua costa sud-est e lo stretto di Ugamak è un canale largo 4,8 km che la separa dall'isola di Kaligagan. A sud di Ugamak si trova la piccola isola di Aiktak.